# Guerra d'eroi
Guerra d'eroi fu una collana contenitore di fumetti di genere bellico pubblicata in formato tascabile in due serie dal 1965 al 1992 prima dalla Editoriale Corno e, dal 1984, dalla Garden Editoriale, per complessivi 947 numeri.

## Storia editoriale
La prima serie venne edita dall'Editoriale Corno dal 1965 al 1984 per 784 numeri, mentre la seconda dalla Garden Editoriale dal 1985 al 1992 per 163 numeri. Presentava storie a fumetti di genere bellico di produzione inglese.